# Typopsilopa nigra
Typopsilopa nigra är en tvåvingeart som först beskrevs av Samuel Wendell Williston  1896.  Typopsilopa nigra ingår i släktet Typopsilopa och familjen vattenflugor. Inga underarter finns listade i Catalogue of Life.